# Toquí dels tepuis
L'atlapetes dels tepuis (Atlapetes personatus) és una espècie d'ocell de la família dels emberízids (Emberizidae) que habita la selva humida, boscos i zones arbustives del sud de Veneçuela i zones limítrofes del nord del Brasil i oest de Guyana.

## Hàbitat
Viu als matolls d'arbustos de la vora del bosc humit de sòl sorrenc, als tepuis, entre els 1.000 i 2.500 m d'altitud.

## Descripció
De mitjana fa 17,3 cm de longitud. El cap és vermellós, les parts superiors, ales i flancs són de color oliva bronzejat i les parts inferiors grogues.
Tres d'aquests es van descriure a partir de grans diferències en el patró del plomatge de la gola i el pit (Jaramillo et al., 2011); els altres es basaven en diferències subtils en la coloració de les plomes. Altres membres del gènere es troben en hàbitats subtropicals i temperats similars als Andes del nord i centrals i les terres altes de Mèxic i Amèrica Central (Dickinson i Christidis, 2014):
- A. p. collaris - la coloració del cap és castanya vermellosa i s'estén fins als costats de la gola.
- A. p. paraquensis, A. p. parui i A. p. duidae - la coloració del cap és castanya vermellosa i s'estén per tota la gola.
- A. p. jugularis - el cap, el clatell, el coll, la gola i la part superior del coll presenten color vermellós.

## Taxonomia
Es reconeixen sis subespècies:
- A. p. personatus (Cabanis, 1849) Mt. Roraima and nearby tepuis (se Venezuela)
- A. p. collaris (Chapman, 1939) Auyán-tepui (se Venezuela)
- A. p. duidae (Chapman, 1929) Mt. Duida and Mt. Guaiquinima (s Venezuela)
- A. p. parui (Phelps & Phelps Jr, 1950) Cerro Parú (s Venezuela)
- A. p. paraquensis (Phelps & Phelps Jr, 1946 )Cerro Paraque and Cerro Yavi (s Venezuela)
- A. p. jugularis (Phelps & Phelps Jr, 1955) Cerro La Neblina (s Venezuela) and n Brazil